# Lohouès
Lohouès ist ein ivorischer Familienname.

## Namensträger
- Anne Jacqueline Lohouès Oble, ivorische Politikerin
- Christine Yeblé Lohouès (* 1992), ivorische Fußballspielerin
- Dominique Lohouès, ivorischer Politiker
- Emma Lohouès (* 1986), ivorische Schauspielerin und Comedian
- Vincent Lohouès Essoh, ivorische Politiker